# Leningedenktafel

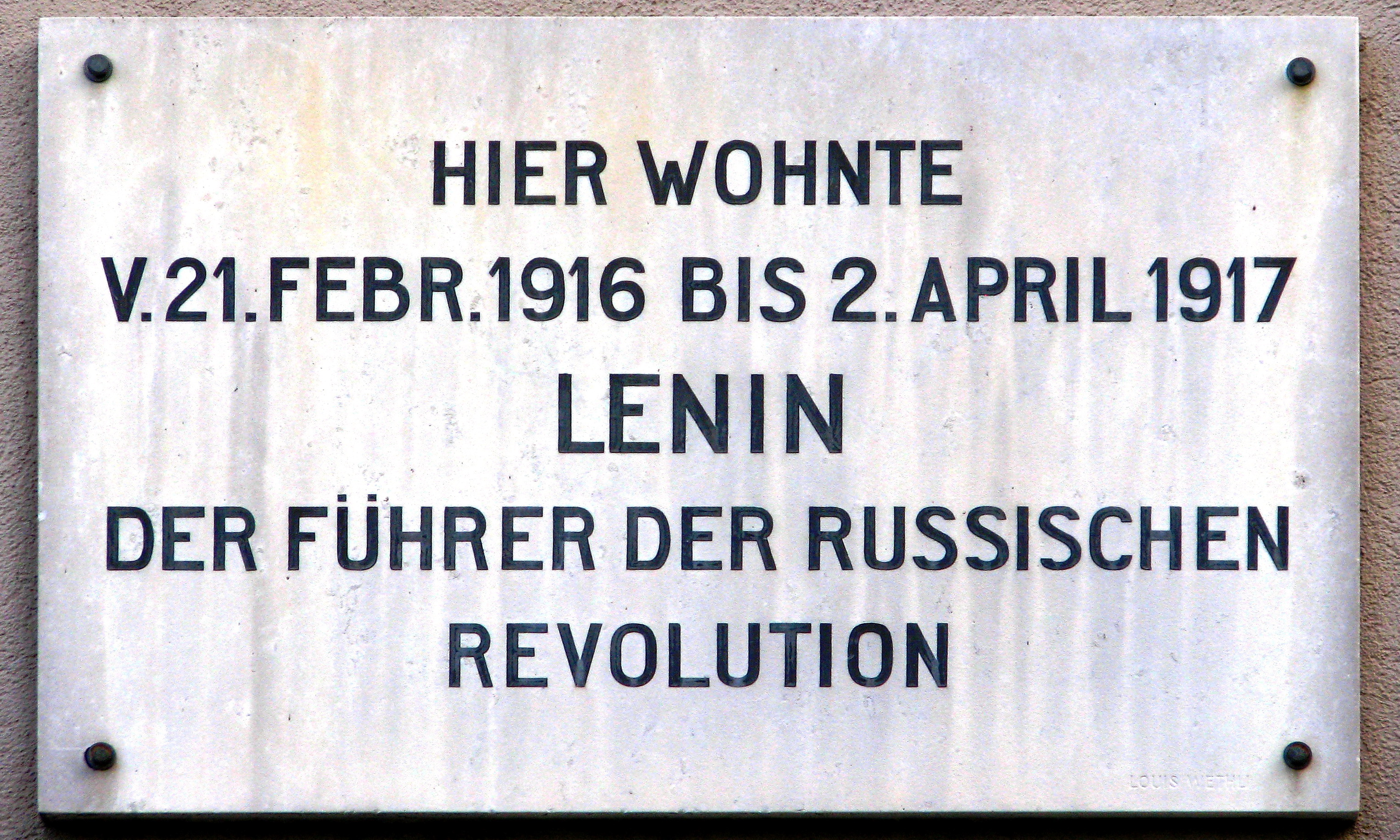
Die Gedenktafel

Die Leningedenktafel ist ein denkmalgeschütztes Lenindenkmal in der Spiegelgasse 14 im Kreis 1 der Stadt Zürich. Sie wurde 1928 angebracht und gehört zu den Kulturgütern der Kategorie von kommunaler Bedeutung. Das Haus Zum Jakobsbrunnen, in dem Lenin 1916/1917 lebte, wurde im Oktober 1971 abgerissen und neu erbaut.

## Geschichte

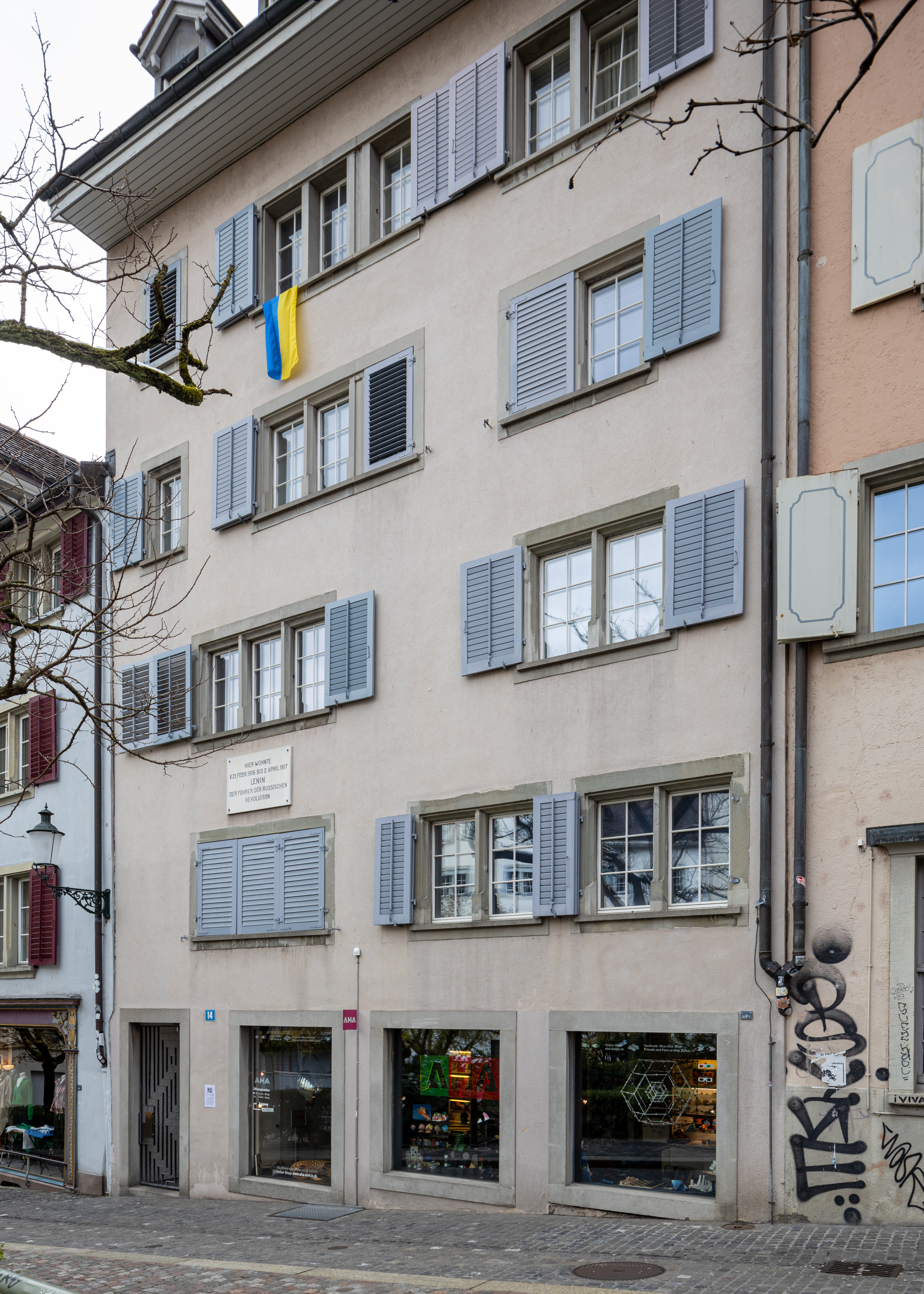
Haus Zum Jakobsbrunnen (2022), im zweiten Obergeschoss wohnte Lenin 1916/1917

Lenin lebte von 1903 bis 1905 in Genf. Anfang 1908 emigrierte er erneut nach Genf, ging Ende 1908 nach Paris und Mitte 1912 nach Poronin bei Krakau. Mit seiner Frau Nadeschda Krupskaja wohnte er seit September 1914 in Bern. Sie siedelten im Februar 1916 nach Zürich über, wo sie in Untermiete ein Zimmer in der Wohnung des Schuhmachers Titus Kammerer bezogen. Das Zimmer war hell, da es an der Südseite des Hauses lag. Jedoch konnten die Fenster tagsüber nicht geöffnet werden, da die Wurstfabrik im Hinterhof «fürchterlich roch». Lenin arbeitete in der Zentralstelle für soziale Literatur sowie in der Zentralbibliothek in der Wasserkirche und verdiente Geld mit Vorträgen. Sie blieben dreizehn Monate in der Spiegelgasse. Sieben Tage nach seinem Auszug bestieg Lenin am 9. April 1917 einen Zug nach Gottmadingen. Von dort reiste er «im plombierten Wagen» nach Sassnitz und traf am 16. April in Petrograd ein.
Am Nachbarhaus mit der Nummer 12 erinnert eine Gedenktafel an den deutschen Schriftsteller und Revolutionär Georg Büchner, der dort am 19. Februar 1837 verstarb.
Eine weitere Leningedenktafel wurde im April 1970 im Blauen Saal des Zürcher Volkshauses enthüllt.

## Beschreibung von Tafel und Haus
Die Tafel ist schmucklos gestaltet. Die Inschrift ist in Versalien. Der Name Lenin steht allein in der mittleren Zeile und ist zusätzlich mit einer etwas größerer Schrift hervorgehoben. Die Inschrift lautet:
              Hier wohnte

v. 21. Febr. 1916 bis 2. April 1917

                   Lenin

    der Führer der Russischen

                Revolution
Das Haus Zum Jakobsbrunnen hat vier Obergeschosse und ein ausgebautes Dachgeschoss mit Gauben. Die Fenster sind nach dem 1971 abgerissenen Vorbild in Zweier- und Dreiergruppen gekoppelt. Sie sind geteilt und haben Läden. Das Erdgeschoss wurde für die ehemalige Gastwirtschaft und das gegenwärtige Ladengeschäft wiederholt umgestaltet.